# 사마앙
사마앙(司馬卬, ? ~ 기원전 205년)은 진나라 말기의 인물로, 항우가 세운 열여덟 제후국 중 은나라 왕을 지냈다.
원래는 조나라 상 장이의 부장으로 하내를 평정했으며, 황하를 건너 독자적으로 함곡관을 넘어 진나라 본토로 들어가려 했으나 패공 유방이 황하의 나루를 끊어 방해해 실패했다. 이후 항우가 이끄는 제후연합군에 합류하였다. 기원전 206년, 진나라를 멸한 항우가 각지에 제후를 봉건하면서, 사마앙은 은왕(殷王)이 되어 하내 땅을 봉지로 받고 옛 은나라의 서울인 조가에 도읍을 두었다.
한왕 2년(기원전 205년) 한왕 유방이 삼진을 아우르자 서초패왕 항우에게 반기를 들었으나, 서초의 신무군 진평에게 져 항우에게 항복했다. 3월, 유방이 하남왕 신양 · 상산왕 장이 · 한왕 정창도 굴복시키고 하내를 공격하자 사로잡혀 항복했다. 한나라는 은나라를 폐하고 은나라의 옛 판도에 하내군을 세웠다. 이후 팽성 대전에서 목숨을 잃었다.
「진서(晉書)」선제기(宣帝紀)의 기록에 의하면, 하내군 온현(河內郡 溫縣)의 사마씨(司馬氏, 사마의 일족)의 선조는 하내에 정주한 사마앙의 자손이라고 한다.